# Maguva cornuta
Maguva cornuta är en insektsart som beskrevs av William D. Funkhouser 1932. Maguva cornuta ingår i släktet Maguva och familjen hornstritar. Inga underarter finns listade i Catalogue of Life.